# Un héroe anónimo
Un héroe anónimo (en inglés: Unsung Hero) es una película dramática cristiana estadounidense de 2024 dirigida por Richard Ramsey y Joel Smallbone. La película sigue a la familia Smallbone, de la cual Rebecca (nombre artístico Rebecca St. James) y Joel y Luke Smallbone de For King & Country se convierten en artistas cristianos.

## Reparto
- Joel Smallbone como David Smallbone
- Daisy Betts como Helen Smallbone
- Kirrilee Berger como Rebecca St. James
- Jonathan Jackson como Eddie DeGarmo
- Lucas Black como Jed Albright
- Candace Cameron Bure como Kay Albright
- Diesel La Torraca como Joel Smallbone
- JJ Pantano como Luke Smallbone

## Producción
El 30 de noviembre de 2022, Joel y Luke Smallbone anunciaron a través de las redes sociales que habían hecho una película con su hermano Ben sobre su madre. La película está programada para estrenarse el 26 de abril de 2024 por Lionsgate y producida por Kingdom Story Company.
La película fue dirigida por Joel Smallbone, haciendo su debut como director, y escrita por Joel Smallbone y Richard Ramsey. El elenco también incluye a Jonathan Jackson, Candace Cameron Bure, Kirrilee Berger, Lucas Black, Terry O'Quinn y Hillary Scott. El equipo de producción está compuesto por los productores Justin Tolley, Josh Walsh y Luke Smallbone.

## Estreno
La película se estrenó en Estados Unidos el 26 de abril de 2024. Su estreno está previsto en Australia el 30 de mayo, coincidiendo con la gira musical "Homecoming" de For King & County por Australia y Nueva Zelanda. En el período previo a la película, For King & County lanzó una versión actualizada de "Place in this World", con Michael W. Smith, quien lanzó originalmente la canción en 1991.

## Premios
En 2024, la película ganó un Dove Award, en la categoría Película inspiradora del año. 